# HMAS Vendetta (D69)
«Вендета» (D69) (англ. HMAS Vendetta (D69) — військовий корабель, ескадрений міноносець типу «V» Королівського військово-морського флоту Великої Британії та Королівського австралійського ВМФ за часів Другої світової війни.

## Історія створення
«Вендета» був закладений 25 листопада 1916 року на верфі компанії Fairfield Shipbuilding and Engineering Company, Глазго. 17 жовтня 1917 року увійшов до складу Королівських ВМС Великої Британії. 11 жовтня 1933 року переданий до Королівського флоту Австралії.